# Frank Teräskari
Frank Fridolf Kullervo Teräskari (Helsinki, 17 luglio 1921 – Pori, 26 giugno 2004) è stato un sollevatore finlandese che gareggiò nelle categorie dei pesi leggeri e pesi medi.

## Carriera
Vinse per sette volte il campionato finlandese (dal 1947 al 1951, nel 1953 e nel 1955) e nel 1947 arrivò quinto ai campionati mondiali e quarto ai campionati europei di Helsinki. Nel 1949 finì quinto ai campionati mondiali e vinse l'argento europeo a Scheveningen. Nel 1950 fu ottavo ai mondiali e quinto agli europei di Parigi. Nel 1953 finì dodicesimo ai mondiali e settimo agli europei di Stoccolma.
Partecipò a due edizioni dei Giochi olimpici: a Londra nel 1948, dove si classificò quindicesimo nei pesi leggeri, e ad Helsinki nel 1952, piazzandosi nono nei pesi medi e vincendo l'argento europeo nella stessa manifestazione poiché quell'edizione olimpica era valevole anche come campionato europeo.